# 아프리카알뱀
아프리카알뱀(African egg-eating snake)은 아프리카의 토착종인 뱀과의 일종이다.

## 지리적 범위
아프리카알뱀은 사하라 이남 아프리카에서 발견되며, 사우디아라비아와 중동의 다른 나라에서도 발견된다.

## 묘사
아프리카알뱀은 꼬리를 포함하여 전체 길이가 100~120cm까지 자라며, 턱에는 이빨이 거의 없다. 등 쪽은 밝은 바탕에 일련의 마름모꼴 암갈색 반점이 있다. 양쪽에는 갈색 반점들이 번갈아 가며 나 있고, 목 뒤에는 뚜렷한 V자 모양의 반점이 있다. 배 쪽은 누르스름한 색을 띠며, 균일하거나 어두운 점이 있다.

## 서식지
아프리카알뱀은 다양한 서식지에서 발견된다. 폐쇄된 천개 숲이나 진정한 사막에서는 발견되지 않지만, 이들 극단 사이의 대부분의 생태계에서 서식한다.

## 행동
아프리카알뱀은 마름모꼴 알을 먹는 동물은 야행성 동물이다. 주로 육상에서 생활하지만, 바위를 기어오르고 나무에 올라 새 둥지를 습격하는 것으로 알려져 있다.

## 먹이
아프리카알뱀은 알만 먹는다. 입 안에는 사람의 지문과 매우 유사한 작고 평행한 융기부가 있어 알 껍질을 잡는 데 도움이 된다. 한 번 삼키면 달걀은 식도로 확장되는 특수 척추 저세포에 의해 구멍이 뚫린다. 그런 다음 껍질이 한 조각으로 역류하여 내용물이 위로 전달된다.

## 방어
방해를 받을 때, 아프리카알뱀은 자신을 팽창시키고, 몸의 측면에 있는 거칠고 용골이 있는 비늘을 빠르게 비벼서 쉿쉿 소리를 내고, 입을 크게 벌린 채로 때린다.

## 부화
아프리카알뱀은 난태생이다. 여름에 성적으로 성숙한 암컷은 각각 6~25개의 알을 한두 개씩 낳을 수 있다. 알의 크기는 36mm x 18mm이다. 부화는 전체 길이가 21~24cm이다.